# Vinary (district de Hradec Králové)
Pour les articles homonymes, voir Vinary.
Vinary (en allemand : Winar) est une commune du district de Hradec Králové, dans la région de Hradec Králové, en Tchéquie. Sa population s'élevait à 464 habitants en 2022.

## Géographie
Vinary se trouve à 7 km au nord-ouest du centre de Nový Bydžov, à 30 km à l'ouest-nord-ouest de Hradec Králové et à 78 km au nord-est de Prague.
La commune est limitée par Sběř au nord, par Smidary au nord et à l'est, par Starý Bydžov au sud, par Hlušice au sud-ouest, et par Sekeřice et Žlunice à l'ouest.

## Histoire
La première mention écrite de la localité date de 1313.

## Administration
La commune se compose de quatre sections :
- Janovice
- Kozojídky
- Smidarská Lhota
- Vinary

## Transports
Par la route, Vinary se trouve à 8 km de Nový Bydžov, à 22 km de Jičín, à 37 km de Hradec Králové et à 96 km de Prague. 